# تختغاة صورت خانم (مقاطعة دالاهو)
تختغاة صورت خانم (بالفارسية: تختگاه صورت خانم) هي قرية تقع في كرمانشاه في إيران. يقدر عدد سكانها بـ 63 نسمة بحسب إحصاء 2016.